# Vlastimil Vidlička
Vlastimil Vidlička (ur. 2 lipca 1981 w Gottwaldovie) – czeski piłkarz grający na pozycji obrońcy.

## Sukcesy
- Mistrz Polski w sezonie 2004/2005 z Wisłą Kraków
- Puchar Czech w sezonie 2008/2009 z FK Teplice